# Ciryl Gane
Ciryl "BON GAMIN" Gane (* 12. dubna 1990, La Roche-sur-Yon, Francie) je francouzský profesionální bojovník smíšených bojových umění, který bojuje v těžké váze nejprestižnější organizace Ultimate Fighting Championship. Profesionálním bojovníkem je od roku 2018. Od 10. května 2021 je na 3. místě v žebříčku UFC v těžké váze. Před vstupem do UFC se také v kanadské organizaci smíšených bojových umění TKO Major League stal šampionem v těžké váze.

## Osobní život
Gane se narodil v La Roche-sur-Yon a je po svém otci guadeloupského původu. Jeho otec Romain Gane byl řidičem autobusu a fotbalistou v divizi d'Honneur. V mládí hrál Gane fotbal a basketbal. Navzdory svému sportovnímu talentu se Gane rozhodl pracovat v obchodě s nábytkem a nastoupil do studijního programu v Paříži. Během této doby představil bývalý spolužák Ganemu thajské bojové umění Muay Thai.

## Muay Thai kariéra
Gane debutoval 4. června 2016 v AFMT Muay Thai v boji o titul těžké váhy proti Jérémy Jeannovi. V boji zvítězil knockoutem ve druhém kole.
Po vítězství proti Samih Bacharovi měl Gane bojovat proti veteránovi K-1 Brice Guidonovi v La Nuit Des Titans. Porazil Guidona knockoutem ve třetím kole.
Gane měl podle plánu obhájit svůj titul AFMT proti Jonathanovi Gengoulovi v Muay Thai Spirit 5. Zvítězil knockoutem v prvním kole.
Na Warriors Night porazil Gane Bangaly Keitu knockoutem ve třetím kole. Poté bojoval proti mnohonásobnému šampionovi WBC Muaythai Yassine Boughanemovi a vyhrál na body.

## MMA kariéra

### Brzká kariéra
Ciryl Gane, trénovaný Fernandem Lopezem, debutoval v MMA v roce 2018. Poprvé byl přijat do kanadského propagačního MMA TKO, kde jeho první boj byl o volné mistrovství TKO v těžké váze, proti Bobbymu Sullivanovi. V prvním kole zvítězil v boji o titul. Obhájil v těžké váze o měsíc později proti Adamu Dyczkovi a ve druhém kole zvítězil přes TKO. Jeho třetí souboj v TKO a jeho druhá obhajoba titulu byla proti Roggersovi Souzovi, kterého porazil v prvním kole na TKO.

### Ultimate Fighting Championship
Gane debutoval 10. srpna 2019 v UFC Fight Night: Shevchenko vs. Carmouche 2 proti Raphaelovi Pessoovi. Na konci prvního kola Gane zvítězil na arm triangle choke.
Gane čelil Don'Tale Mayesovi dne 26. října 2019 v UFC Fight Night: Maia vs. Askren. Gane ve třetím kole zvítězil a vysloužil si bonus Performance of the Night.
Gane čelil Tannerovi Boserovi 21. prosince 2019 v UFC Fight Night: Edgar vs. The Korean Zombie. Boj vyhrál jednomyslným rozhodnutím na body.
Gane měl podle plánu čelit Shamilovi Abdurakhimovovi 18. dubna 2020 v UFC 249. 5. března 2020 však bylo oznámeno, že Gane byl nucen z akce vystoupit kvůli zasažení pneumotoraxem během jednoho ze svých tréninků. Zápas byl nakonec přeložen na 11. července 2020 v UFC 251. Následně bylo párování zrušeno podruhé a sešrotováno z této události v polovině června, protože Abdurikhimov byl ze zápasu odstraněn z nezveřejněných důvodů. Na oplátku se očekávalo, že Gane bude 8. srpna 2020 čelit Sergeji Pavlovičovi na UFC Fight Night 174. Pavlovič se však kvůli zranění musel stáhnout. Proto byl původní boj proti Shamilovi Abdurakhimovovi naplánován opět 26. září 2020 na UFC 253. ; nicméně zápas byl znovu naplánován na UFC Fight Night 180 18. října 2020. Zápas znovu propadl, když se Abdurakhimov 28. září 2020 z neznámých důvodů vytáhl a na jeho místo nastoupil nováček propagující Ante Delija. 14. října 2020 bylo oznámeno, že zápas byl zrušen kvůli smluvním problémům Delije s jeho předchozí dohodou s PFL.
Gane čelil Juniorovi dos Santosovi 12. prosince 2020 v UFC 256. Ve druhém kole zvítězil prostřednictvím technického knockoutu.
Gane čelil Jairzinhovi Rozenstruikovi 27. února 2021 na UFC Fight Night 186. Boj vyhrál jednomyslným rozhodnutím na body.
Gane čelil Alexandru Volkovovi 26. června 2021 na UFC Fight Night 190. V boji zvítězil jednomyslným rozhodnutím na body.
Gane čelil Derricku Lewisovi 7. srpna 2021 v UFC 265 a vyhrál prozatímním titul UFC v těžké váze Zvítězit se mu podařilo až ve třetím kole na TKO.
Gane čelil Francisi Ngannouovi 22. ledna 2022 v UFC 270 v zápase o titul UFC v těžké váze. Boj prohrál jednomyslným rozhodnutím na body.  Není tajemstvím, že v minulosti byli Gane a Ngannou kolegové v pařížském MMA FACTORY. 
Gane čelil Tai Tuivasovi 3. září 2022 na UFC Fight Night 209. V boji zvítězil v třetím kole na KO.
Gane čelil Jonu Jonesovi 4. března 2023 v UFC 285 v zápase o volný titul UFC v těžké váze. Boj prohrál v prvním kole na donucení.
Gane čelil Sergeyi Spivakovi 2. září 2023 na UFC Fight Night 226. V boji zvítězil v druhém kole na TKO.

## Úspěchy a ocenění

### Muay Thai
- Francouzská akademie Muay Thai
  - AFMT National 201 lbs titul
    - Jedna úspěšná obhajoba titulu

### Smíšená bojová umění (MMA)
- Ultimate Fighting Championship
  - Bonus Performance of the Night vs. Don'Tale Mayes
  - Prozatímní titul těžké váhy. (UFC 256: Lewis vs. Gane)
- TKO Major League
  - TKO Major League šampion těžké váhy
    - Dvě úspěšné obhajoby titulu

## MMA rekord
| 15 zápasů  | 13 výher | 2 prohry |
| Knockoutem | 6        | 0        |
| Donucením  | 3        | 1        |
| Na body    | 4        | 1        |

| Výsledek | Bilance | Soupeř                | Metoda                        | Událost                                           | Datum             | Kolo | Čas  | Místo                       | Poznámka                                                    |
| -------- | ------- | --------------------- | ----------------------------- | ------------------------------------------------- | ----------------- | ---- | ---- | --------------------------- | ----------------------------------------------------------- |
| Výhra    | 13-2    | Alexander Volkov      | Na body (dělené)              | UFC 310 - Pantoja vs. Asakura                     | 7. prosince 2024  | 3    | 5:00 | Las Vegas, Nevada, USA      |                                                             |
| Výhra    | 12-2    | Sergey Spivak         | TKO (údery)                   | UFC Fight Night 226 - Gane vs. Spivak             | 2. září 2023      | 2    | 3:44 | Paříž, Francie              | Výkon večera.                                               |
| Prohra   | 11-2    | Jon Jones             | Donucení (guillotine choke)   | UFC 285 - Jones vs. Gane                          | 4. března 2023    | 1    | 2:04 | Las Vegas, Nevada, USA      | Zápas o volný titul UFC v těžké váze.                       |
| Výhra    | 11-1    | Tai Tuivasa           | KO (údery)                    | UFC Fight Night 209 - Gane vs. Tuivasa            | 3. září 2022      | 3    | 4:23 | Paříž, Francie              | Zápas večera.                                               |
| Prohra   | 10-1    | Francis Ngannou       | Na body (jednomyslně)         | UFC 270 - Ngannou vs. Gane                        | 22. ledna 2022    | 5    | 5:00 | Anaheim, Kalifornie, USA    | Zápas o titul UFC v těžké váze.                             |
| Výhra    | 10-0    | Derrick Lewis         | TKO (údery)                   | UFC 265 - Lewis vs. Gane                          | 7. srpna 2021     | 3    | 4:11 | Houston, Texas, USA         | Stal se prozatímním šampionem těžké váhy UFC. Výkon večera. |
| Výhra    | 9-0     | Alexander Volkov      | Na body (jednomyslně)         | UFC Fight Night 190 - Gane vs. Volkov             | 26. června 2021   | 5    | 5:00 | Las Vegas, Nevada, USA      |                                                             |
| Výhra    | 8-0     | Jairzinho Rozenstruik | Na body (jednomyslně)         | UFC Fight Night 186 - Rozenstruik vs. Gane        | 27. únor 2021     | 5    | 5:00 | Las Vegas, Nevada, USA      |                                                             |
| Výhra    | 7-0     | Junior dos Santos     | TKO (loket)                   | UFC 256 - Figueiredo vs. Moreno                   | 12. prosince 2020 | 2    | 2:34 | Las Vegas, Nevada, USA      |                                                             |
| Výhra    | 6-0     | Tanner Boser          | Na body (jednomyslně)         | UFC Fight Night 165 - Edgar vs. The Korean Zombie | 21. prosince 2019 | 3    | 5:00 | Busan, Jižní Korea          |                                                             |
| Výhra    | 5-0     | Don'Tale Mayes        | Donucení (heel hook)          | UFC Fight Night 162 - Maia vs. Askren             | 26. říjen 2019    | 3    | 4:46 | Kallang, Singapur           | Výkon večera.                                               |
| Výhra    | 4–0     | Raphael Pessoa        | Donucení (arm-triangle choke) | UFC Fight Night 156 - Shevchenko vs. Carmouche 2  | 10. srpna 2019    | 1    | 4:12 | Montevideo, Uruguay         |                                                             |
| Výhra    | 3–0     | Roggers Souza         | TKO (údery)                   | TKO 48 - Souza vs Gane                            | 24. května 2019   | 1    | 4:26 | Gatineau, Quebec, Kanada    | Obhájil titul TKO v těžké váze.                             |
| Výhra    | 2–0     | Adam Dyczka           | TKO (údery)                   | TKO 44 - Hunter vs Barriault                      | 21. září 2018     | 2    | 4:57 | Québec City, Quebec, Kanada | Obhájil titul TKO v těžké váze.                             |
| Výhra    | 1–0     | Bobby Sullivan        | Donucení (front choke)        | TKO Fight Night 1                                 | 2. srpna 2018     | 1    | 1:42 | Montreal, Quebec, Kanada    | Debut v těžké váze. Vyhrál titul TKO v těžké váze.          |